# Gaglioppo
Gaglioppo es una variedad de uva morada cultivada en el sur de Italia, principalmente en la región de Calabria. La vid se adapta bien a condiciones de sequía, aunque es vulnerable al oidio y a la peronospora. Esta uva produce vinos de gran cuerpo, con alto contenido de alcohol y taninos, que requieren un tiempo considerable de crianza en botella para suavizar su carácter. En ocasiones, se mezcla con hasta un 10% de vino blanco.

## Origen
Anteriormente se pensaba que la uva Gaglioppo era de origen griego, pero estudios recientes basados en análisis de ADN indican que su origen es italiano. Se cree que es descendiente de la variedad calabresa Mantonico bianco. En el pasado, también se afirmaba que había sido introducida en el sur de Italia en la misma época que la vid Aglianico.
Un estudio italiano publicado en 2008, mediante tipificación de ADN, reveló una estrecha relación genética entre el Sangiovese y otras diez variedades italianas, entre ellas el Gaglioppo. Esto sugiere que el Gaglioppo podría ser el resultado de un cruce entre el Sangiovese y otra variedad aún no identificada.